# Anisodes nigriversa
Anisodes nigriversa är en fjärilsart som beskrevs av W. Warren 1907. Anisodes nigriversa ingår i släktet Anisodes och familjen mätare. Inga underarter finns listade i Catalogue of Life.